# 1969-es magyar asztalitenisz-bajnokság
Az 1969-es magyar asztalitenisz-bajnokság az ötvenkettedik magyar bajnokság volt. A bajnokságot február 14. és 16. között rendezték meg Budapesten, a Nemzeti Sportcsarnokban.

## Eredmények
| Versenyszám  | Arany                                                               | Arany | Ezüst                                                           | Ezüst | Bronz | Bronz |
| ------------ | ------------------------------------------------------------------- | ----- | --------------------------------------------------------------- | ----- | --- | ----- |
| Férfi egyéni | Klampár Tibor Bp. Postás                                            |       | Papp József Aknamélyítő Bányász                                 |       | Beleznay Mátyás VM KözértTímár Ferenc Bp. Spartacus                                                                                  |       |
| Női egyéni   | Papp Angéla Statisztika Petőfi SC                                   |       | Schneller Katalin Bp. Helyiipari SC                             |       | Németh Mária Bp. PostásVörös Gabriella 31. sz. Építők                                                                                |       |
| Férfi páros  | Klampár Tibor, Tímár Ferenc Bp. Postás, Bp. Spartacus               |       | Rózsás Péter, Harangi Sándor BVSC                               |       | Jónyer István, Beleznay Mátyás Diósgyőri VTK, VM KözértBörzsei János, Pigniczki László Bp. Gumiipari SC, Bp. Spartacus               |       |
| Női páros    | Juhos Eszter, Magos Judit Statisztika Petőfi SC, KSI                |       | Vörös Gabriella, Németh Mária 31. sz. Építők, Bp. Postás        |       | Jurikné Heirits Erzsébet, Kisházi Beatrix Ferencvárosi TC, Statisztika Petőfi SCGalambos Éva, Bartha Éva Bp. Petőfi, Ferencvárosi TC |       |
| Vegyes páros | Jónyer István, Kisházi Beatrix Diósgyőri VTK, Statisztika Petőfi SC |       | Faházi János, Vitárné Maklári Emőke Bp. Postás, Ferencvárosi TC |       | Beleznay Mátyás, Magos Judit VM Közért, KSIBörzsei János, Jurikné Heirits Erzsébet Bp. Gumiipari SC, Ferencvárosi TC                 |       |